# Publi Deci Subuló
Publi Deci Subuló (en llatí Publius Decius Subulo) va ser un magistrat romà del segle ii aC.
Era un dels triumviri coloniae deducendae designats per establir una colònia romana a Aquileia l'any 169 aC. Probablement és el mateix personatge que el 168 aC el pretor Luci Anici va enviar a Roma per anunciar la seva victòria sobre els il·liris i la captura del rei Gentius.